# 大曲臨時乘降場 (網走市)

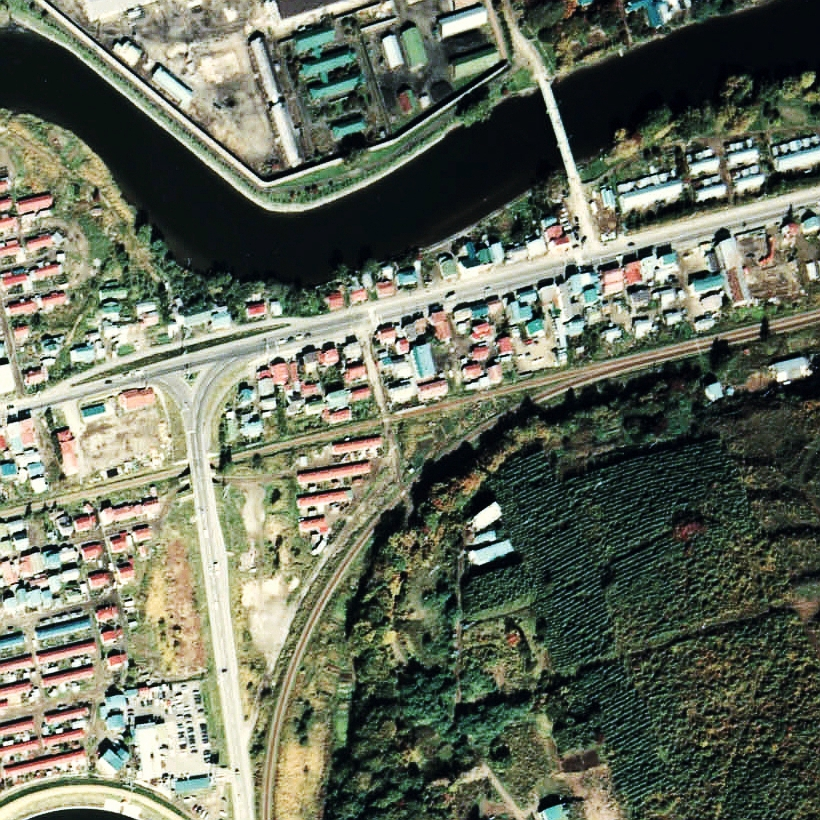
1977年的大曲臨時乘降場與方圓約500米範圍。右邊是網走方向。向下分支的路軌是石北本線前往北見方向。上方於網走川對面岸的是網走刑務所和其入口橋樑「鏡橋」。月台周邊看不到候車室。大曲這個地名取自網走川附近一帶的河道有一個180°彎。

大曲臨時乘降場（日语：／ Ōmagari karijōkō-ba */?）是位於北海道網走市大曲一丁目，日本國有鐵道（國鐵）的湧網線臨時乘降場（廢站）。隨著湧網線廢線，臨時乘降場在1987年（昭和62年）3月20日廢除。
部分普通列車通過此站，截至1986年（昭和61年）3月3日時間表修正，下行4班和上行4班列車通過此站。早上和黃昏各只有一班列車停靠。

## 歷史
- 1956年（昭和31年）5月1日 - 日本國有鐵道湧網線大曲臨時乘降場（局（日语：鉄道管理局）設定）啟用[1]。
- 1987年（昭和62年）3月20日 - 湧網線全線廢除，此站也廢除[1]。

## 車站構造
截至車站廢除前，車站是一座地面車站，設有1面1線的單式月台。月台位於路軌北邊（網走方向的列車會開啟左邊車門）。此站沒有轉轍器。
在廢除前，此站為臨時乘降場，因此為無人車站。月台靠近中湧別一方設有斜道。車站附近與石北本線並行。

## 站名的由來
車站名稱取自當地地名。地名取自附近的網走川有一些大彎而得名。

## 車站周邊
- 國道39號（北見國道）[5]
- 國道238號（日语：国道238号）（鄂霍次克國道/大曲中央通）[5]
- 北海道道1087號網走常呂單車徑線（日语：北海道道1087号網走常呂自転車道線） - 使用湧網線廢線遺址用作單車行人專用道路（日语：自転車歩行者専用道路）。
- 網走刑務所（日语：網走刑務所） - 車站北邊[5]。
- 鏡橋
- 天都山 - 車站南邊[5]。
- 三眺山 - 車站西邊[5]。
- 網走川 - 車站北邊[5]。
- 網走湖 - 車站西南邊[5]。
- 大曲洞窟 - 車站東邊[5]。
- 網走巴士（日语：網走バス）「刑務所前」巴士站

## 現況

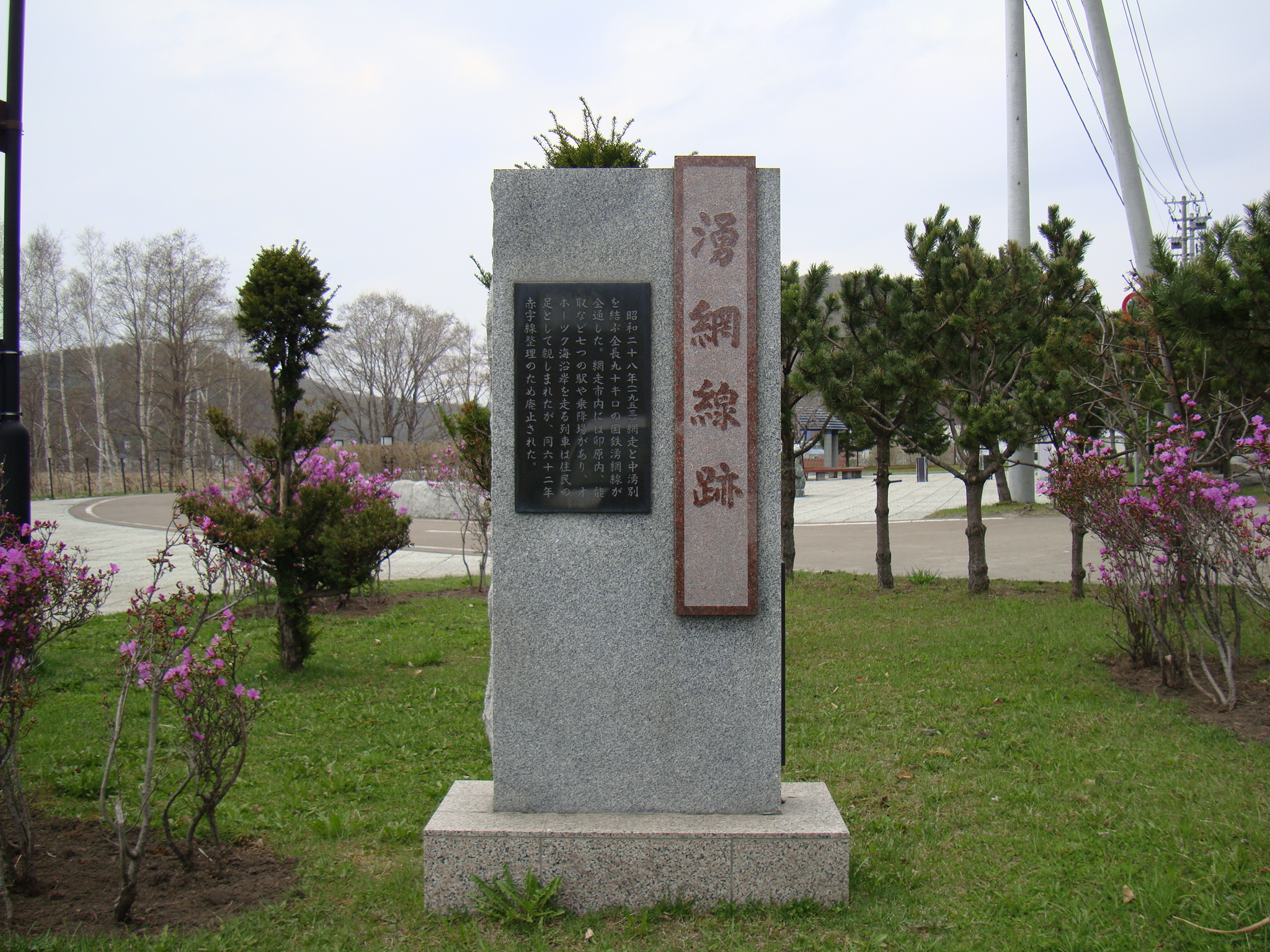
湧網線蹟之紀念碑

截至1999年（平成11年），所有設施都已經撤走，變成空地。截至2010年（平成22年）都是同樣。
車站遺址附近的路軌遺址建設了單車行人專用道路，道路名稱為北海道道1087號網走常呂單車徑線。該道路跨越網走川的橋樑為一條大樑橋。名稱為「網走川橋樑」で。

## 相鄰車站
日本國有鐵道
湧網線 
二見岡－大曲臨時乘降場－網走

## 注腳
1. 1 2 3 4  石野哲（編）. . JTB. 1998: 916. ISBN 978-4-533-02980-6 （日语）.
2. ↑  太田幸夫. . 富士Comtem. 2004-2: 216. ISBN 978-4893915498 （日语）.
3. 1 2  工藤裕之. . 北海道新聞社. 2011-12: 165. ISBN 978-4894536197 （日语）.
4. ↑  太田幸夫. . 富士Comtem. 2004-2: 170. ISBN 978-4893915498 （日语）.
5. 1 2 3 4 5 6 7 8  . 地勢堂. 1980-3: 46 （日语）.
6. 1 2  宮脇俊三（日语：宮脇俊三） (编). . JTB Can Books. JTB出版. 1999-3: 30. ISBN 978-4533031502 （日语）.
7. ↑  今尾惠介 (编). . JTB出版. 2010-3: 51. ISBN 978-4533078583 （日语）.
8. 1 2  本久公洋. . 北海道新聞社. 2011-9: 107. ISBN 978-4894536128 （日语）.